# Stævnet
El Stævnet fue un equipo de fútbol de la ciudad de Copenhague, en Dinamarca. Era también conocido como Copenhague XI, y se trataba de una selección de fútbol de Copenhague, creada para participar en la Copa europea de Ferias. Su nombre completo era Det Internationale Fodboldstævne. Fue fundado en 1904 y disuelto en 1994.
La competición se creó el 18 de abril de 1955, y se alargó durante tres años, hasta 1958. Los participantes eran los mayores clubes de las ciudades que eran sede de una Feria de Muestras, o sea gran parte de Dinamarca en este caso y de toda Europa en general. La ciudad de Copenhague tenía diversos equipos potentes para participar pero solo podía inscribirse uno, por lo que se decidió enviar una selección con los mejores jugadores de los clubes de la ciudad.

## Estadio
Su estadio era el Idrætsparken, con capacidad para, aproximadamente, 50.000 espectadores.

## Formato
El club nació por la unión de dos clubes, el Boldklubben af 1893 y el Kjøbenhavns Boldklub (los dos clubes más laureados de Copenhague y también de Dinamarca hasta los años 90s), y acabaron siendo once los clubes miembros, los cuales eran:
- B 93 (1904)
- KB (1904)
- AB (1912)
- B 1903 (1912)
- Frem (1912)
- Fremad Amager (1949)
- ØB (1949)
- Køge (1955)
- Skovshoved (1955)
- Hvidovre (1964)
- Kastrup (1976)

## Participación en competiciones de la FIFA y la UEFA
| Temporada | Torneo                 | Ronda | Club              | Casa | Visita | Global |
| --------- | ---------------------- | ----- | ----------------- | ---- | ------ | ------ |
| 1955-57   | Copa europea de Ferias | 1     | FC Barcelona      | 1-1  | 2-6    | 3-7    |
| 1958-59   | Copa europea de Ferias | 1     | Chelsea FC        | 1-3  | 1-4    | 2-7    |
| 1961-62   | Copa europea de Ferias | 1     | GNK Dinamo Zagreb | 2-7  | 2-2    | 4-9    |
| 1962-63   | Copa europea de Ferias | 1     | Hibernian FC      | 2-3  | 0-4    | 2-7    |
| 1963-64   | Copa europea de Ferias | 1     | Arsenal FC        | 1-7  | 3-2    | 4-9    |

## Partidos
La mayor parte de partidos jugados por el Stævnet fueron partidos amistosos. Uno de los más destacables fue el que jugaron contra la Selección de fútbol de Brasil después de que esta ganase la Copa Mundial de Fútbol de 1958 y que por aquel entonces tenía un "equipo legendario" que incluía en sus filas a Pelé, Garrincha, Zagallo, Didí, Zito, Nilton Santos entre otros. El combinado brasileño ganó con el resultado de 4-3 en un emocionante y reñido partido. Los goleadores daneses fueron Harald Nielsen (por partida doble) y Henning Enoksen (un gol).[cita requerida]